# Podegrodzie (województwo zachodniopomorskie)
Podegrodzie (niem. Schloßgut) – osada w Polsce położona w województwie zachodniopomorskim, w powiecie choszczeńskim, w gminie Drawno. W latach 1975–1998 miejscowość administracyjnie należała do województwa gorzowskiego. Położona jest ok. 2 km na północ od Barnimia, między Drawnem a Barnimiem, ok. 1 km na wschód od Drawieńskiego Parku Narodowego. W roku 2007 osada liczyła 54 mieszkańców. Osada wchodzi w skład sołectwa Barnimie.
W miejscowości działało Państwowe Gospodarstwo Rolne – Wielozakładowe Państwowe Gospodarstwo Rolne Podegrodzie.